# Universidad Estatal Lingüística de Moscú
La Universidad Estatal Lingüística de Moscú es una universidad pública situada en Moscú, Rusia.

## Actividades recientes
La universidad fue sede de la III Conferencia Internacional de hispanistas de Rusia.

## Convenios
La universidad tiene convenios con varias universidades extranjeras, entre ellas la Universidad de Cádiz y la de Granada.

## Español

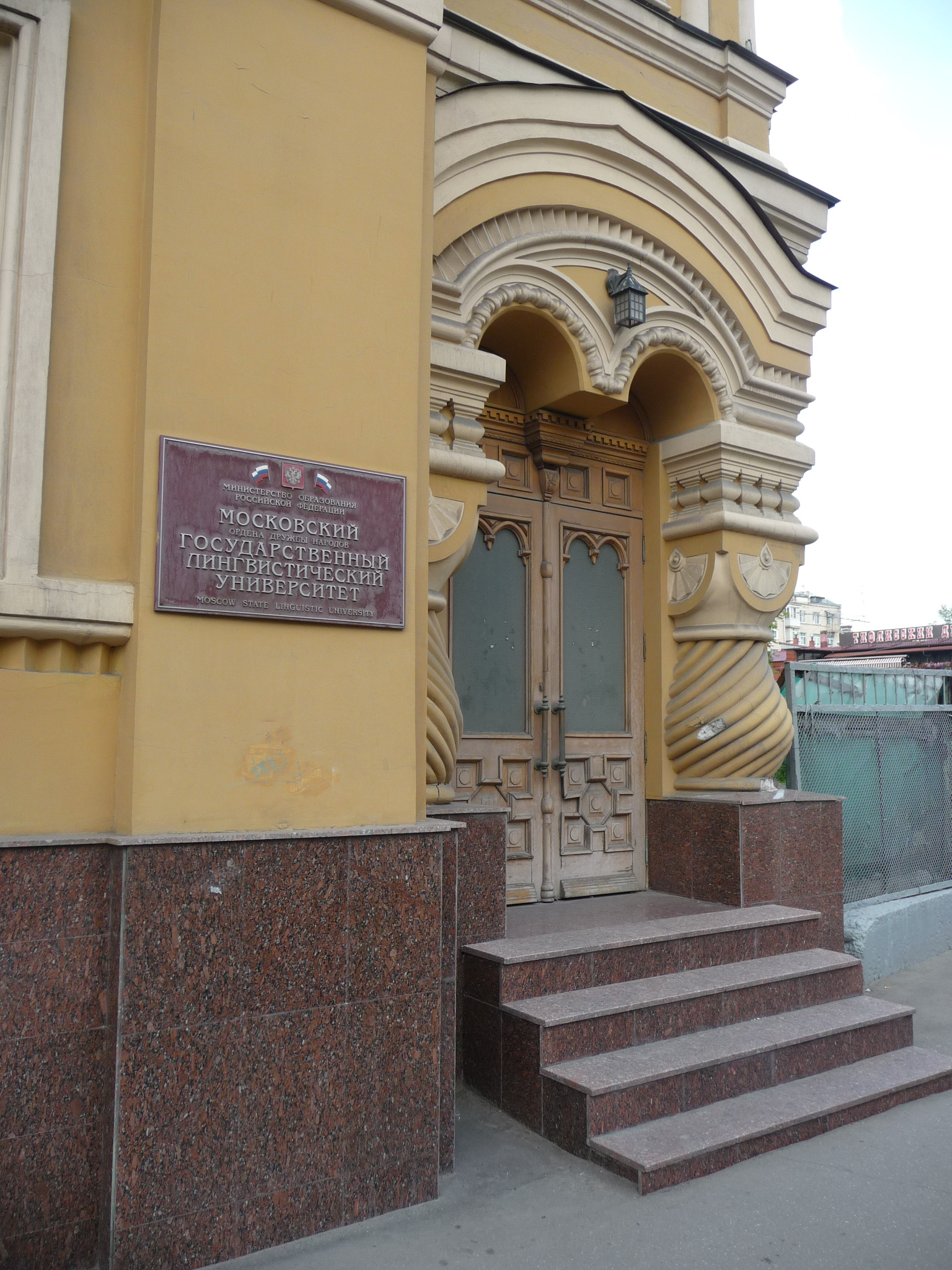
Puerta principal.

La Universidad es uno de los centros es los que se puede hacer el examen DELE del Instituto Cervantes

## Instalaciones

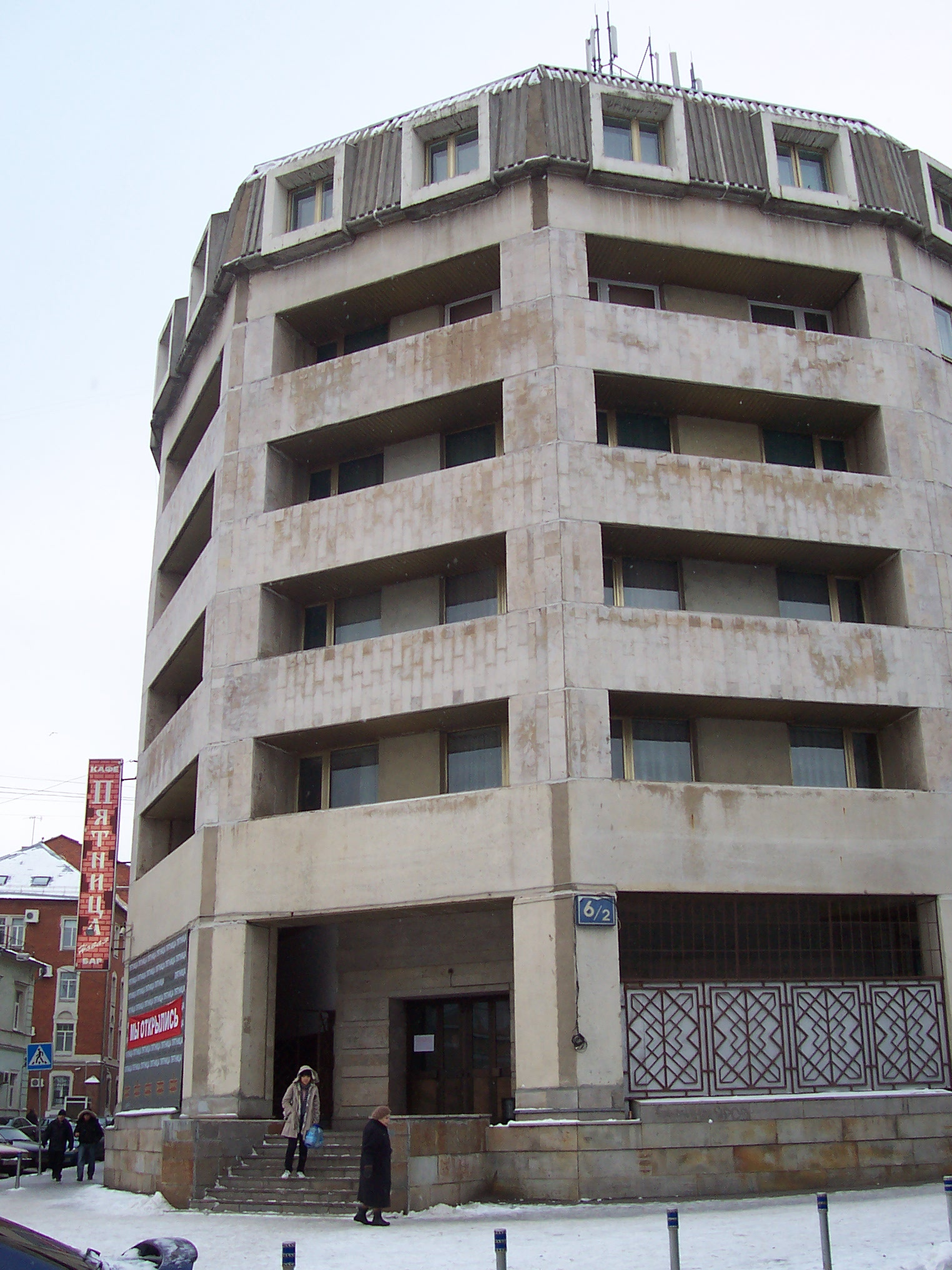
Residencia de la Universidad.

La Universidad cuenta con una residencia en el centro de Moscú (estación de Metro Park Cultury)

## Honoris Causa
La Universidad ha nombrado recientemente a Diego Sales Márquez doctor honoris causa